# Nudaurelia allardi
Nudaurelia allardi is een vlinder uit de familie nachtpauwogen (Saturniidae), onderfamilie Saturniinae.
De wetenschappelijke naam van de soort is, als Imbrasia allardi, voor het eerst geldig gepubliceerd door Pierre Claude Rougeot in 1971.